# Gustaf Johansson
Gustaf Johansson   (Estocolm, 14 de setembre de 1900 - Estocolm, 1 de juliol de 1971) va ser un jugador de bandy i d'hoquei sobre gel suec, que va competir durant les dècades de 1920 i 1930.
Com a jugador d'hoquei sobre gel va disputar els Jocs Olímpics d'Hivern de 1924 a Chamonix, on fou quart en la competició d'hoquei sobre gel i els de 1928 a Sankt Moritz, on guanyà la medalla de plata en la competició d'mateixa competició. Aquesta mateixa competició serví de decidir el campió d'Europa d'aquell any. En el seu palmarès també destaca el Campionat d'Europa d'hoquei sobre gel de 1923 i 1932 i quatre campionats nacionals (1924, 1928 a 1930).
Com a jugador de bandy va guanyar el títols suecs de 1925 i 1929.